# 卡森體育場
卡森體育場（英語：Kassam Stadium）是位於英格蘭東南部牛津郡牛津市的運動場， 為牛津联足球俱乐部主場球場。球場以擁有人及牛津聯的前主席費羅茲·卡森（Firoz Kassam）的姓氏命名。 

## 看台
卡森體育場現時由3個看台組成：
- 北看台（North Stand），亦稱為「文娜醫院看台」（Manor Hospital Stand），可容5,026名觀眾，供主場及作客球迷入座。
- 東看台（East Stand），曾獲「牛津郵報」（Oxford Mail）冠名贊助而稱為「牛津郵報看台」（Oxford Mail Stand），可容2,879名聲勢浩大的主場球迷入座。
- 南看台（South Stand）是球場的主體建築，設有「方庭會議中心」（Quadrangle conference centre）、「展覽酒吧」（ Exhibition Bar）、球會辦公室及更衣室，和一列28間落地玻璃行政廂房。南看台分為兩層，下層設有家庭座席。南看台的總容量為4,495人。

## 外部連結
- Stadium page at Oxford United's official website（页面存档备份，存于）